# Cutrale
Cutrale é uma empresa brasileira produtora de laranjas, suco de laranja e seus subprodutos.
Sua sede está localizada no interior de São Paulo, na cidade de Araraquara. O controle da companhia pertence à família Cutrale. A empresa foi fundada em 1967 por José Cutrale Júnior e seu atual presidente é José Luís Cutrale.
A Cutrale é responsável por cerca de um terço do mercado mundial de suco de laranja e também atua no cultivo e distribuição de laranjas e subprodutos da laranja. 

## História
O primeiro Cutrale a chegar ao Brasil foi Giuseppe Cutrale, que deixou a família na Sicília para tentar a vida em São Paulo. Começou vendendo laranjas no Mercado Municipal de São Paulo. Contam que não possuía nada ao desembarcar no Brasil e que, para dar início ao seu negócio, começou comprando laranjas de produtores de um subúrbio do Rio de Janeiro.
Em julho de 2004, a Cutrale comprou 16,9% da Coca-Cola FEMSA no Brasil por US$ 50 milhões de dólares.

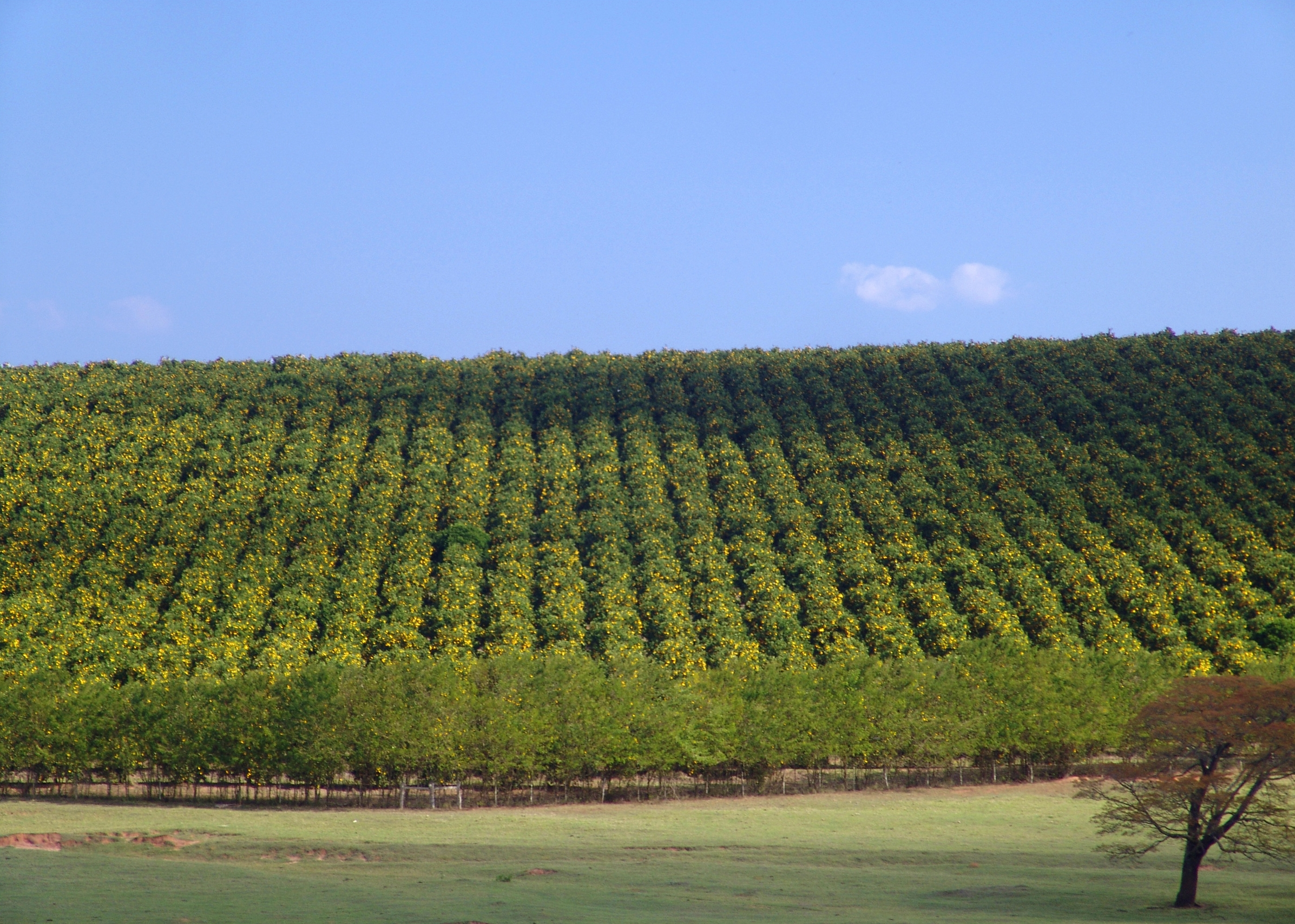
Plantação de Laranja da Cutrale na cidade de Avaré.

Em agosto de 2014, tentou junto ao Grupo Safra adquirir a empresa americana de bananas Chiquita por US$ 611 milhões de dólares. Na época a Chiquita não aceitou a oferta dos brasileiros por querer continuar o processo de fusão com a Irlandesa Fyffes. Porém, em 24 de outubro de 2014 a Chiquita desistiu da fusão com a Fyffes e em 27 de outubro os grupos brasileiros Safra e Cutrale adquiriram a empresa por US$ 1,3 bilhão de dólares.
Atualmente a empresa é a segunda maior do setor de suco de laranja no mundo, com 25% do mercado mundial, tendo pomares e fábricas no Brasil e nos Estados Unidos, além de terminas portuários no Brasil e no exterior.